# 产品需求文档
产品需求文档（英語：Product Requirements Document）是软件工程和互联网产品设计中的术语。是将商业需求文档（Business Requirements Document，BRD）和市场需求文档（Market Requirements Document，MRD）用更加专业的语言进行描述。
产品需求文档，是交互设计的基础。通常包含了产品的理念宗旨、功能需求、逻辑架构、页面设计等信息。产品需求文档的撰写，是软件工程的重要阶段，对于把握产品需求、保证产品经理、设计师和软件开发者等人员之间的沟通有据有着重要意义。
接收到产品需求文档的單位（可能是潛在的供應商）會由技術觀點分析产品需求文档，拆解為機能規格（有時也會稱為技術需求文件，Technical Requirements Document）。